# Xiaolongbao

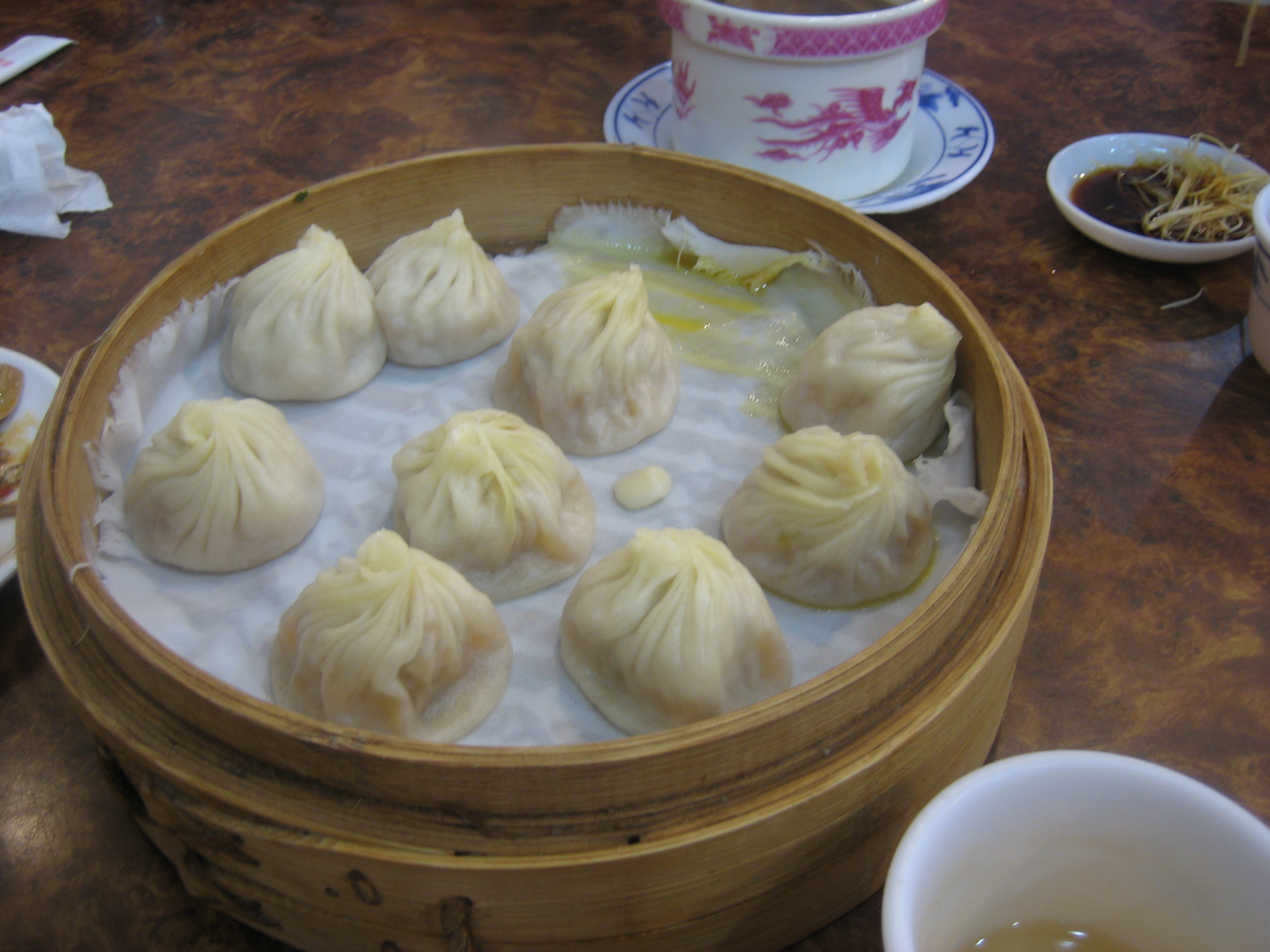
Xiǎolóngbāo, shoronpo, syaorongbao, dans leur panier à étuver.

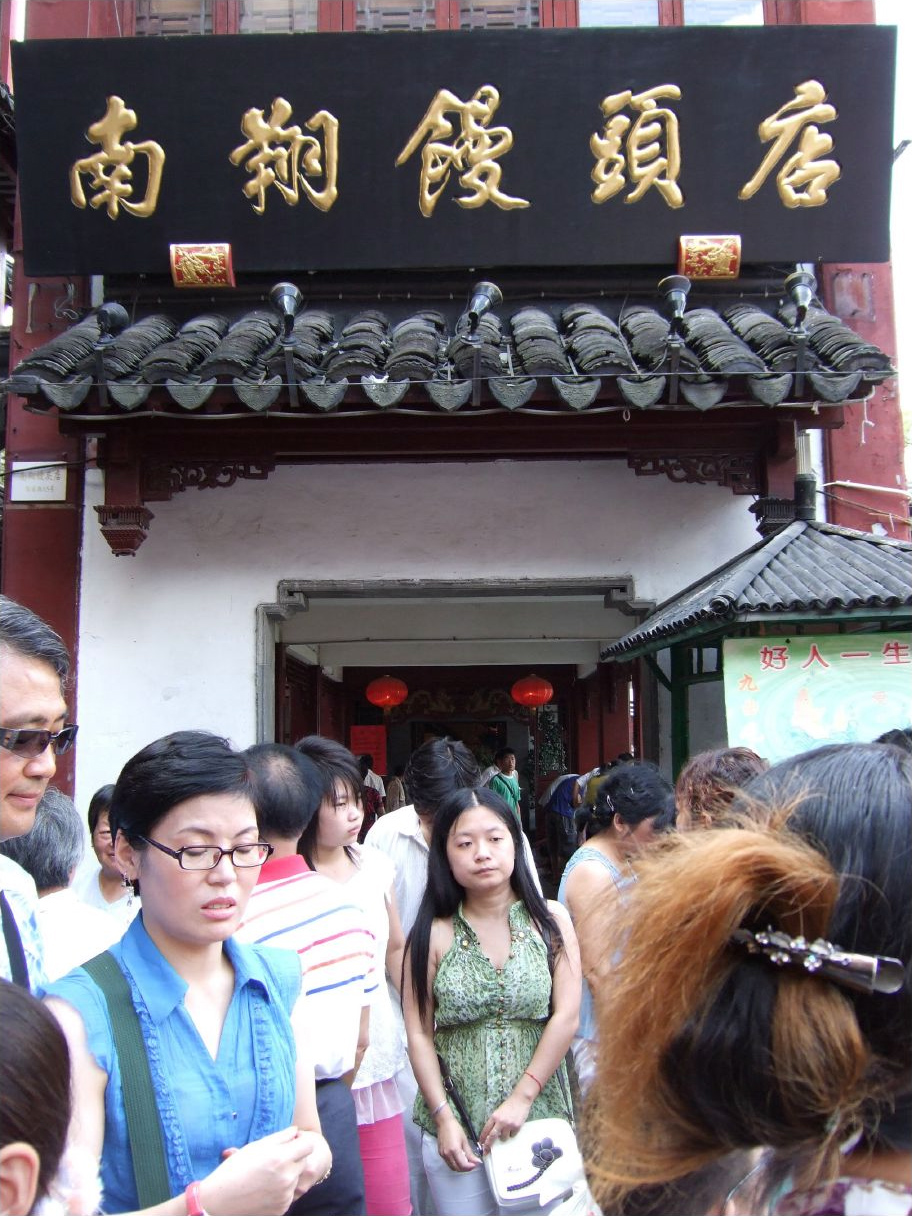
La queue au restaurant de Nanxiang, à côté de Yuyan, d'où seraient originaires les xiǎolóngbāo.

Un xiǎolóngbāo (chinois simplifié : 小笼包 ; chinois traditionnel : 小籠包), est une variété de raviolis originaire du village de Nanxiang (南翔镇), dans le district de Jiading, à Shanghaï (sud de la Chine).
Un xiǎolóngbāo contient une farce de viande et légumes et du bouillon, emballés dans une raviole de pâte de blé. Le jus qu'ils contiennent est obtenu en incorporant à la farce de la gelée de viande qui va se liquéfier sous l'effet de la chaleur. Ils sont cuits à l'étuvée. Les xiaolongbao sont très populaires en Chine, au Japon et à Taïwan.

## Étymologie
Leur nom signifie littéralement « petit » (xiǎo/sho, 小), « enveloppé » (bāo/po, 包) (préparé dans un) « long » (lóng/ron, 笼, ustensile en bois pour la cuisson vapeur). Il existe des plats très proches dans les restaurants de la cuisine cantonaise, avec les dim sum (点心 / 點心, diǎnxīn, cantonais Jyutping : dim² sam¹, « petit cœur »), raviolis à la vapeur de Canton, mais sans soupe au milieu.
Ils sont aussi connus comme les « raviolis de Shanghai ».